# Janirella caribbica
Janirella caribbica là một loài chân đều trong họ Janirellidae. Loài này được Menzies miêu tả khoa học năm 1956.